# Alchisme sagittata
Alchisme sagittata är en insektsart som beskrevs av Ernst Friedrich Germar 1830. Alchisme sagittata ingår i släktet Alchisme och familjen hornstritar. Inga underarter finns listade i Catalogue of Life.